# 萨尔瓦多—满洲国关系
萨尔瓦多—满洲国关系指1934年至1943年间萨尔瓦多共和国与满洲国的双边外交关系。萨尔瓦多继日本之后，成为第二个承认满洲国的国家。除正式承认外，两国实质互动有限。1943年，萨尔瓦多在第二次世界大战期间加入同盟国阵营后，宣布撤销此项承认。

## 背景
1931年日本入侵满洲，次年傀儡政权满洲国建立。1933年2月27日，国际联盟以42票赞成、1票反对的表决结果谴责日本军事占领满洲。日本为唯一反对国，暹罗弃权，另有十三国缺席投票。萨尔瓦多系此次投票缺席国之一。

## 萨尔瓦多承认满洲国
1934年5月21日，满洲国驻东京公使馆宣布萨尔瓦多已于同年3月3日正式承认满洲国。此举使萨尔瓦多成为继日本之后第二个承认满洲国的国家。1934年5月19日，萨尔瓦多总领事莱昂·西古恩萨（León Sigüenza）在致满洲国驻东京公使丁士源将军的承认照会中宣称：“我国政府此举系美洲国家维护远东和平的开创性举措。萨尔瓦多期待通过建立双边商贸关系，持续深化由此开启的两国关系。”随承认照会同时，西古恩萨另提交备忘录申明，满洲国国民可以自由入境萨尔瓦多（虽萨尔瓦多移民法禁止中国人及蒙古人入境）。
日本媒体对此声明一片欢腾，主流报纸《朝日新闻》宣称“国联不承认满洲国的原则正在瓦解”。路透社援引日本外务省官员的表述称，萨尔瓦多对满洲国的承认“构成国际关系史上最光辉的篇章，值得永远铭记”。有报道称萨尔瓦多将在满洲国开设领事馆。在东京，日本民族主义团体向西古恩萨赠送了礼品。
中国政府谴责此项承认行为，指称萨尔瓦多“背弃国际信义”，并呼吁国联对萨尔瓦多实施严厉制裁。萨尔瓦多承认满洲国事件及中国的反应，成为1930年代中国与拉丁美洲外交中最受瞩目的政治事件。
针对可能被国联除名的报道，外交部长米格尔·安赫尔·阿劳霍（Miguel Ángel Araujo）辩称“承认满洲国系基于自主判断”，并声明“国联从未给萨尔瓦多带来实质利益”。西古恩萨于1934年5月24日发表声明强调：“关于政府承认问题，我国宪法确有明文规定。此主权权利不受任何条约协定约束。国联官僚政策受少数国家代表左右，其行事动机仅为满足个人虚荣，致使该组织对中国形成既违法理又失理性的偏见立场。我国承认满洲国系行使主权权利，不因身为国联成员而受影响。”

### 背景解读
萨尔瓦多承认满洲国的举动实属意外，各界对其动机多有揣测。多年流传的说法称此事源于工作失误，外交部一名低级职员在回应1934年3月1日康德皇帝登基的文书时，未能理解此举的深远政治含义。国际媒体亦猜测萨尔瓦多意图借此打开日本咖啡市场。萨尔瓦多确曾向日本提出咖啡出口请求，然终未实现。

## 后续进展
至1937年意大利承认前，满洲国仅获日本、萨尔瓦多及梵蒂冈三国承认。
1934年6月，萨尔瓦多遭飓风重创，满洲国政府宣布可能提供援助，外交总长谢介石致电阿劳霍外长表示慰问。同年7月，经满洲国驻东京公使馆向萨尔瓦多总领事转交康德皇帝个人捐赠的10,000日元支票用于救灾。同年9月，日本派遣大型代表团访问萨尔瓦多，答谢承认之举。
1936年，日本拒绝苏联提出的满洲国—苏联边界争端调解委员会方案，要求吸纳萨尔瓦多或爱沙尼亚作为第三方中立成员。
1938年6月，跨洋新闻社报道满洲国将派遣20人宣传代表团访问萨尔瓦多（该代表团还将造访暹罗、波兰、德国、意大利及西班牙国民军控制区）。同年7月，康德皇帝授予萨尔瓦多总统马克西米利亚诺·埃尔南德斯·马丁内斯将军龙光大绶章；外长阿劳霍、外务次官阿图罗·拉蒙·阿维拉、总领事西古恩萨分别获颁勋一、勋二和勋三位柱国章。
1942年1月1日，萨尔瓦多签署《联合国家宣言》。1943年1月27日，萨尔瓦多政府撤回对满洲国的承认。